# Madagaskardunrall
Madagaskardunrall (Sarothrura insularis) är en fågel i familjen dunrallar inom ordningen tran- och rallfåglar.

## Utseende och läte
Madagaskardunrallen är en mycket liten ralliknande fågel. Hanen är praktfullt tecknad i rött och svart med vita strimmor, medan honan är brunaktig och mycket mer anspråkslöst tecknad. Lätet är ett högljutt och explosivt "ki-dit", följt av en mycket lång serier med kortare "kit". Den mycket sällsynta arten smalnäbbad dunrall har påtagligt längre näbb. Alla andra rallar på Madagaskar är betydligt större och har andra färger. 

## Utbredning och systematik
Fågeln förekommer i regnskogar på östra och nordvästra Madagaskar. Den behandlas som monotypisk, det vill säga att den inte delas in i några underarter.

## Levnadssätt
Madagaskardunrallen hittas på marken i både skog, buskmarker, hed och våtmarker. Den är mycket skygg och hörs långt oftare än den ses. 

### Familjetillhörighet
Tidigare placerades dunrallarna bland övriga rallar i familjen Rallidae, men DNA-studier visar att de är närmare släkt med simrallar och placeras därför i en egen familj. Vissa, som Birdlife International, behåller dock dunrallarna i rallarna.

## Status och hot
Arten har ett stort utbredningsområde och det finns inga tecken på vare sig några substantiella hot eller att populationen minskar. Utifrån dessa kriterier kategoriserar IUCN arten som livskraftig (LC). Världspopulationen uppskattas till mellan 10.000 och 100.000 individer.